# پرستوماهی زیپ‌دار
پرستوماهی زیپ‌دار (نام علمی: Campogramma glaycos) نام یک از تیره گیش‌ماهیان است.